# هيلغا باريس
هيلغا باريس (بالألمانية: Helga Paris)‏ هي مصورة ألمانية، ولدت في 21 مايو 1938 في جولنيوف ‏ في بولندا.

## وصلات خارجية
- هيلغا باريس على موقع ميوزك برينز (الإنجليزية)
- هيلغا باريس على موقع ديسكوغز (الإنجليزية)